# Presidio Santa María de Galve
El Presidio Santa María de Galve fue un presidio de origen novohispano del siglo XVII situado en Pensacola, Florida, en Estados Unidos. 

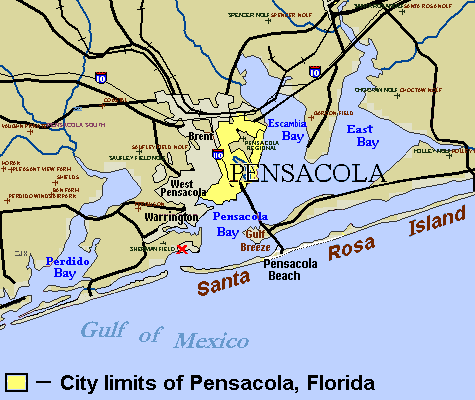
Pensacola : el sitio del asentamiento de 1698 cerca de Fort Barrancas está marcado con una "X" (arriba del extremo izquierdo de la isla Santa Rosa).

## Historia
Fundado en 1698 en época de la Florida española para la defensa ante la expansión francesa por el río Mississippi a fines del siglo XVII. El Virrey y Audencia de Nueva España establecieron el Presidio Santa María de Galve en 1698 para proteger los accesos occidentales a la Florida española, que en ese momento ejercía un control efectivo sobre un área desde la costa atlántica hasta el río Apalachicola. La amenaza francesa se materializó rápidamente, con Fort Maurepas (cerca de la actual Biloxi, Mississippi ) establecida en 1699 y Mobile (ahora en Alabama) en 1702. 
En 1707 los ingleses y los tallapoosas atacaron e incendiaron la población durante los sitios de Pensacola. El fuerte sufrió los ataques tallapoosas hasta 1715, gracias al apoyo brindado por los ingleses desde la provincia de Carolina, hasta que finalmente los tallapoosas llegaron a un acuerdo de paz con los españoles.
Desde mayo de 1719, cuando se produjo la toma de Santa María de Galve, al Tratado de Madrid de 1721 por el que se puso fin a la  Guerra de la Cuádruple Alianza el presidio fue ocupado por los franceses. Su desalojo fue precedido del incendio del fuerte y de la población. En este tiempo la sede del gobierno de Florida Occidental al Presidio Bahía de San José. Ante los destrozos ocasionados por los franceses las funciones de gobierno y control del territorio pasaron a llevarse a cabo desde el Presidio Isla Santa Rosa Punta de Sigüenza en la isla Santa Rosa hasta 1755, cuando fue abandonado en detrimento del Presidio San Miguel de Panzacola en tierra firme.

## Descripción

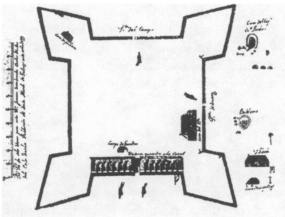
Plano de 1699 del Fuerte San Carlos de Austria del presidio de Santa María de Galve

El presidio comprendía el fuerte de San Carlos de Austria, además de la guarnición y dependencias para la Administración y, en torno a éste, una pequeña población. Originalmente construido en madera de pino y con un foso, fue rehabilitado en varias ocasiones por la erosión costera y los huracanes. Las instalaciones consistían en iglesia, hospital, almacenes, edificio del gobernador y cuarteles para la guarnición.
El sitio arqueológico de Santa María de Galve ha sido investigado por arqueólogos de la Universidad de West Florida.